# Chronologie du travail des enfants
Cette chronologie recense les dates marquantes à propos du travail des enfants et surtout de son interdiction progressive. 

## XVIesiècle
- 1575, Hongrie : Interdiction du travail des enfants dans les mines.[réf. nécessaire]
- 1579, Russie : Interdiction du travail des enfants dans les mines.[réf. nécessaire]

## XIXesiècle

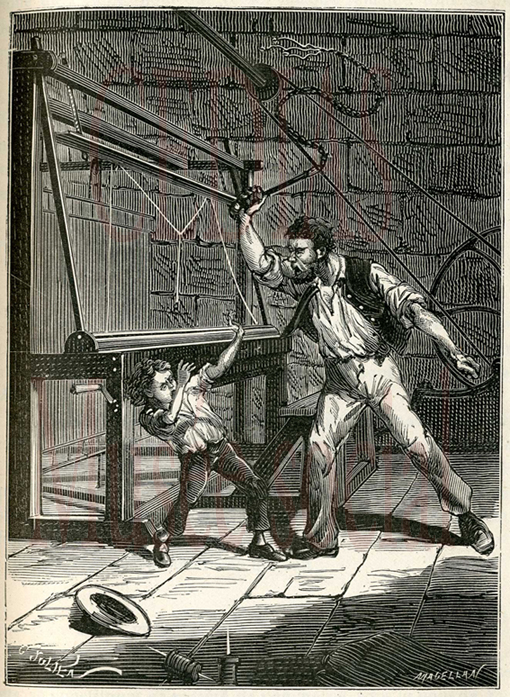
Exploitation des enfants en Angleterre au XIX.

- 1801, Royaume-Uni : Interdiction du travail des enfants de moins de 8 ans.[réf. nécessaire]
- 1802, Royaume-Uni : Factory Act (Health and Morals of Apprentices Act) réglementant le temps de travail, le travail de nuit et les conditions de travail des enfants.
- 1813, France : un décret impérial interdit le travail des enfants de moins de 10 ans dans les mines, le 3 janvier 1813.[réf. nécessaire]
- 1819, Royaume-Uni : Le travail des enfants de moins de 9 ans est interdit dans l'industrie du coton.
- 1833 : 29 août, Royaume-Uni : Factory Act portant à 48 heures hebdomadaires et 9 à 11 heures quotidiennes leur temps de travail.
- 1840, France : Le sénateur Charles Dupin publie Du travail des enfants qu’emploient les ateliers, les usines et les manufactures ; Louis René Villermé publie le Tableau de l'état physique et moral des ouvriers employés dans les manufactures de coton, de laine et de soie.
- 1841 : 21 mars, France : Adoption de la loi relative au travail des enfants employés dans les manufactures, usines ou ateliers, donnant un âge minimum (8 ans si plus de 20 employés) et limitant le travail de nuit et le dimanche[1].
- 1842 : 10 août, Royaume-Uni : Une loi proposée par Lord Ashley interdit le travail des enfants de moins de 10 ans dans les mines.
- 1844, Royaume-Uni : Factory Act portant à 6 heures et demie le temps de travail quotidien des 8-13 ans.
- 1847 : 8 juin, Royaume-Uni : Loi limitant à 10 heures la journée de travail des 13-18 ans.
- 1851, France : Loi limitant la durée du travail : 10 heures avant 14 ans, 12 heures de 14 à 16 ans[2].
- 1853 : 16 mai, Prusse : Code du travail des enfants portant l'âge minimum à 10 ans, pour 6 heures maximum et accordant trois heures pour l'école.
- 1867, France : Jules Simon publie L'Ouvrier de huit ans
- 1874 : 19 mai, France : Loi sur le travail des enfants et filles mineures dans l'industrie, limitant l'emploi avant 12 ans[3].
- 1877, Suisse : L'âge minimum est porté à 14 ans, le travail de nuit interdit pour les femmes et les moins de 18 ans, le nombre d'heures maximum décroît[2],[4].
- 1878, Royaume-Uni : Factory Act portant à 10 ans l'âge minimum ; les enfants de 10 à 14 ans ne peuvent travailler qu'une demi-journée.
- 1891, Royaume-Uni : Factory Act portant à 11 ans l'âge minimum.
- 1892, France : Par la loi du 2 novembre 1892, la durée maximale de travail est ramenée à 10 heures quotidiennes à 13 ans, à 60 heures hebdomadaires entre 16 et 18 ans, et un certificat d'aptitude est nécessaire[5].

## XXesiècle
- 1904, États-Unis : Formation du National Child Labor Committee
- 1918, États-Unis : La décision de la cour suprême Hammer v. Dagenhart annule la loi Keating-Owen Act de 1916 prohibant le commerce inter-états de produits manufacturés par des enfants.
- 1919 : 
  - Convention no 5 de l'OIT :  Convention sur l'âge minimum (industrie): Elle interdit l'emploi des personnes de moins de 14 ans dans les établissements industriels (applicable à partir de juillet 1922). Elle n'est pas valable pour les métiers du commerce et de l'agriculture.
  - Convention no 6 de l'OIT : Convention sur le travail de nuit des enfants (industrie)[6]: Son objectif majeur est d’ériger en principe l’interdiction du travail de nuit des enfants.
- 1920 : Convention no 7 de l'OIT : Convention sur l'âge minimum  (travail maritime)[6].
- 1921 : 
  - Convention no 10 de l'OIT :  Convention sur l'âge minimum (agriculture)[6].
  - Convention no 15 de l'OIT :  Convention sur l'âge minimum  (soutiers et chauffeurs) (mise à l'écart)[6].
- 1926 : 7 décembre, France : loi interdisant l'affectation des enfants aux travaux dangereux[2].
- 1930 : Convention no 29 de l'OIT : Convention sur le travail forcé[6].
- 1932 : Convention no 33 de l'OIT : Convention sur l'âge minimum (travaux non industriels)[6].
- 1937 : 
  - Convention no 59 de l'OIT : Convention (révisée) de l'âge minimum (industrie)[6].
  - Convention no 60 de l'OIT : Convention (révisée) sur l'âge minimum (travaux non industriels) (mise à l'écart)[6].
- 1938 : 25 juin, États-Unis : Wages and Hours Act. Fair Labor Standards Act, loi interdisant le commerce inter-états du produit du travail des enfants et les formes « oppressives » de travail des enfants.
- 1946 :
  - Convention no 77 de l'OIT : Convention sur l'examen médical des adolescents (industrie)[6].
  - Convention no 78 de l'OIT : Convention sur l'examen médical des adolescents (travaux non industriels)[6].
  - Convention no 79 de l'OIT : Convention sur le travail de nuit des adolescents (travaux non industriels)[6].
- 1948 : Convention no 90 de l'OIT : Convention sur le travail de nuit des enfants (industrie) (révisée)[6].
- 1958 : 19 juillet, France : Décret no 58-628 relatif aux travaux dangereux pour les enfants et pour les femmes[7].
- 1959 : 
  - Convention no 112 de l'OIT : Convention sur l'âge minimum (pêcheurs)[6].
  - 20 novembre : proclamation de la Déclaration des Droits de l’Enfant par l'ONU.
- 1965 : 
  - Convention no 123 de l'OIT : Convention sur l'âge minimum (travaux souterrains)[6]
  - Convention no 124 de l'OIT : Convention sur l'examen médical des adolescents (travaux souterrains)[6]
- 1973 : Convention no 138 de l'OIT : Convention sur l'âge minimum[6]
- 1999 : 
  - Convention no 182 de l'OIT : Convention sur les pires formes de travail des enfants[6],[8]
  - Recommandations no 190 de l'OIT : Recommandation sur les pires formes de travail des enfants[6].